# 여장

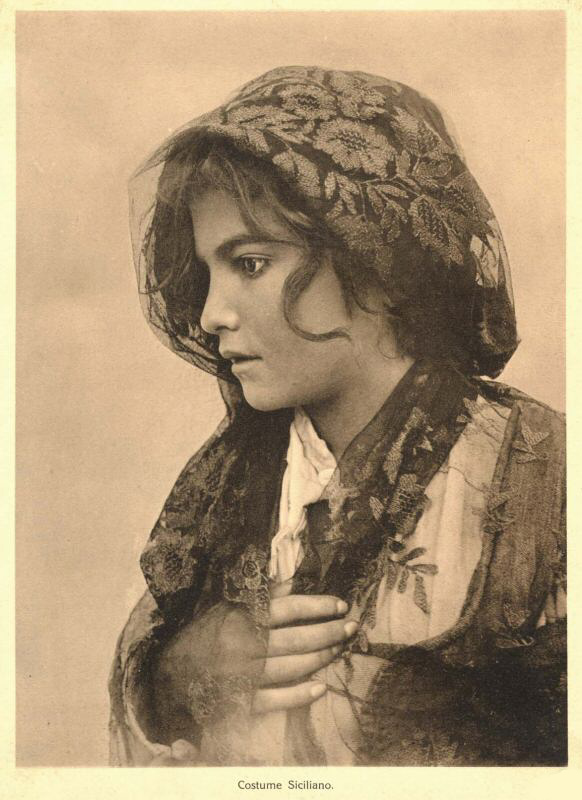
여장한 소년(독일의 사진작가 빌헬름 폴 글뢰덴 촬영)

여장(女裝)은 여성이 주로 착용하는 옷이나 장식품을 남성이 착용하거나 메이크업을 하여 여성의 모습이 되는 것이다. 남성의 크로스드레싱이다.

## 역사

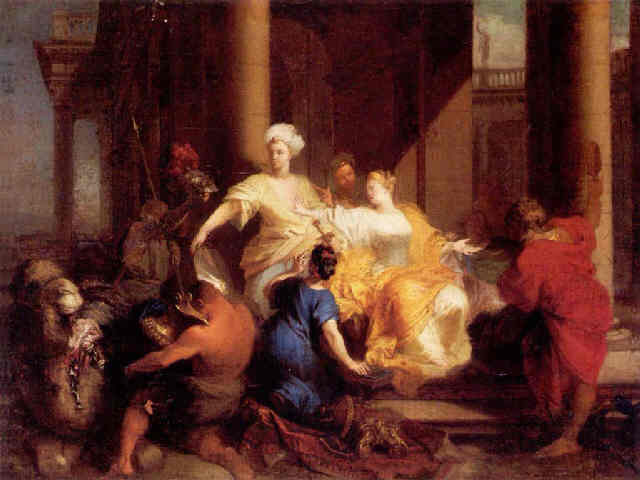
리코메데스 왕의 딸들과 아킬레우스

여장은 세계적으로 어느 문화나 사회의 역사 기록에 등장하며, 그 이유는 제각기 다 달랐다. 고대 그리스의 영웅 아킬레스는 트로이 전쟁에 참전하면 반드시 전사할 것이라는 예언을 불길하게 여긴 어머니가 그가 전쟁에 나가는 것을 막고자 여장을 시켜 딸들 사이에 숨겨두었다는 이야기가 그리스 신화에 전하고 있다. 고대 로마에서도 『사튜리콘』 등이 존재했으며 성풍속으로서 소년이 여장을 하고 성매매를 했다는 기록이 남아 있는데, 고대 중국에서도 이러한 젊은 남자나 청소년이 여장을 하고 성매매에 나서는 일이 성행했는데, 전족이 여성의 일반적 풍속이 되었던 청 시대에도 교묘한 위장으로 전족한 듯한 외모를 갖추어 여장한 남자가 많았다고 한다.
동양에서는 일본의 경우 조몬 시대에서 야요이 시대까지 남녀의 복장에 뚜렷한 구별이 서있지 않았는데, 《고사기》와 《일본서기》에는 야마토 다케루노 미코토(倭健命)가 여장하고 구마소(熊襲)를 진압했다는 이야기를 전하는 등 일본에서의 여장의 기원은 상당히 오래전으로 거슬러 올라간다. 《헤이케 이야기(平家物語)》에도 12세기 말인 지쇼(治承) 4년(1180년)에 헤이케(平家) 타도의 영지를 전국의 겐지(源氏)들에게 내리고 헤이케에 쫓기는 몸이 된 다카쿠라노미야(高倉宮)가 가신 하세베노 노부쓰라(長谷部信連)가 여장하고 탈출할 것을 진언했다고 적고 있으며, 미나모토노 요시쓰네(源義経)도 벤케이(弁慶)를 고조(五条)의 다리에서 맞닥뜨렸을 때 여장을 하고 있었다고 한다. 오닌의 난 이후의 일본 군담소설에서도 적을 속이기 위한 목적으로서 여장 피신이 자주 언급된다. 헤이안 시대(平安時代)에는 또한 여인의 출입이 제한되어 있는 사찰에서 승려가 「치고(稚児)」라 불리던 소년을 여장시켜 여성 대신,으로 상대하는 일이 빈번히 이루어졌는데 이것은 이후 일본에서 남색(男色)과 같은 동성애(同性愛) 문화의 원점이 된 것으로 알려져 있다. 에도 시대(江戸時代)에는 가부키(歌舞伎)에서 남자로서 여자를 연기하는 온나가타(女形) 등, 여장한 소년 배우가 몸을 파는 형태의 온가차야(陰間茶屋)가 무가(武家) 등의 상류 계급 뿐 아니라 서민 계급에서도 유행하는 등 일본에서 여장은 남색 ・ 주도(衆道) 문화의 중요한 요소가 되었다. 민속학적인 관점에서, 어린아이가 요절하는 경우가 많았던 옛날에는 태어난 아들을 소녀처럼 여장시켜 키우거나 남자아이를 해치는 악령으로부터 보호하기 위해 유년기부터 여장을 시키는 풍습도 존재하였는데, 이것은 쇼와 천황 등 예전의 일본 천황가뿐 아니라, 유럽에서도 존재하였다. 유럽의 귀족들은 유년기에 요절하는 것을 막기 위해 여장을 하였다. 대표적인 예로 찰스 2세, 루이 15세가 어린 시절에 여장을 하였다고 알려져 있다.

## 개설
여장은 크로스드레싱의 일종으로서, 「남자가 여자처럼 차리는 행위 또는 그러한 차림새」을 가리키는 용어이다. 의복이나 악세사리 외에 표정이나 행동 양식, 말투 등의 요소에서도 이성에게만 존재하는 양식을 따르는 것도 넓은 의미에서의 「크로스드레싱」에 해당한다고 볼 수 있다.
여장은 남성과 여성 사이에 생물학적, 문화적인 의미가 명료하며 그 차이가 존재하는 것이 전제가 된다. 의상과 악세사리 등은 생물학적인 성에 기인해 파생되어 해당 성별 특유의 것으로만 여겨져왔던 것들을 갖춤으로서 이성 가장의 욕구를 만족시키는 것이다. 생물학의 기본 원형에서 인간은 남성과 여성의 두 개의 성별이 기본이며, 사회적, 문화적으로도 남성성과 여성성의 두 가지를 기본으로 한다. 그러나 실제 역사, 사회적으로 남장 및 여장은 사회나 개개인의 평가 및 가치관에서도 대등하지 못했다. 많은 문화, 사회에서 여성의 남장은 남성의 여장에 비해 편견이 적다고 여겨진다. 도한 남장과 여성의 관계, 여장과 남성의 관계를 보면 후자가 문화적으로 복잡하고 여장남자 자신의 심리 또한 더욱 복잡한 양상을 띤다.
수적으로 1993년 미국의 대규모 조사에서 남성의 6%가 여장한 경험이 있고, 여성의 3%가 남장한 경험이 있다고 밝혔다. 이 조사에서는 여장을 하는 남자가 남장을 하는 여자의 두 배임을 알 수 있는 동시에, 이성의 복장을 착용해본 경험이 있는 사람은 남녀 평균 20명 중 1명꼴로 존재하고 있음을 짐작할 수 있다.

### 고대 종교와 사회의 규범

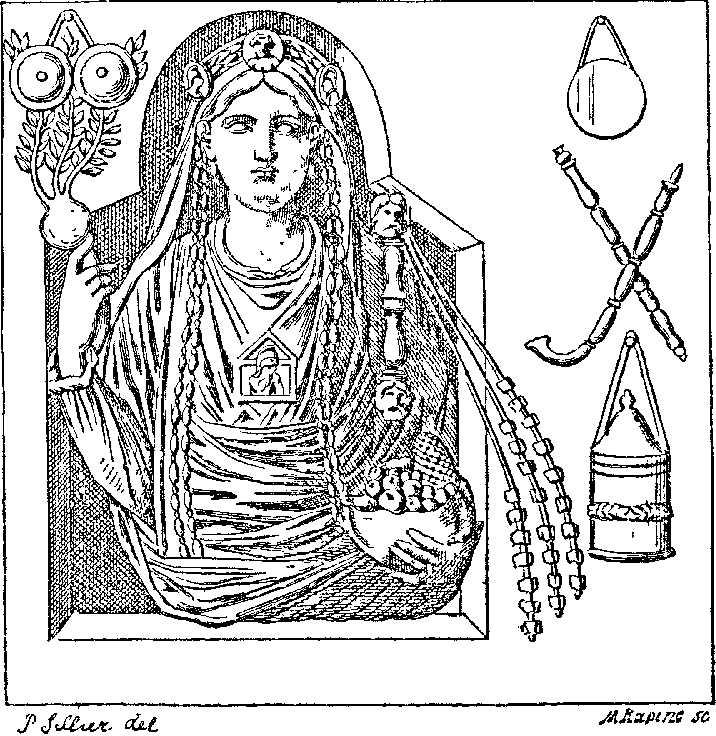
프리기아의 대여신 키벨레

고대의 모권(母權) 중심적 종교에서는 남성이 스스로 거세하여 여장을 하고 여신을 섬기는 신관이 되는 일도 있었다. 소아시아의 프리기아의 대여신(大女神) 키벨레에게 귀의한 자(복수형으로는 galli라고 부른다)는 신관이 아니었고 거세를 하지 않는 경우도 있었지만, 거세 여부에 상관없이 여장을 하고 여신을 모셨다. 그리스 신화의 신 디오니소스는 포도주(葡萄酒)의 신으로서 알려져 있지만, 그리스 이전의 크레타에서 숭배되었던 신으로 그 축제에서는 사회적 규범의 반전이 일어나, 소년이나 남성이 여장을 하고 떠들썩하게 신을 위한 축제를 벌였다.
심리학자 칼 구스타프 융과 신화학자 칼 케리니의 공저(共著) 『신화학 입문(神話学入門)』에서는 동자신(童子神) 즉 영원히 소년의 모습으로 존재하는 자의 원형에 대해 논하고 있는데, 동자신은 신화적으로 양성구유(兩性具有)로서 고대의 조각상 ・ 테라코타에서 여장을 한 에로스 신의 상이 존재하고 있음을 지적하고 있다. 「양성구유」를 인간의 완전성의 상징으로 여겼던 사상은 고대, 그리고 현대에도 존재하는데, 남성이면서 동시에 여성의 본질도 갖추는 것이 인간으로서의 완전성을 갖추는 길이라는 것이다. 로마 제국의 몇몇 황제는 양성성 즉 신의 완전성을 구현하기 위해 여장을 했던 사실이 알려져 있는데, 칼리굴라는 신을 자칭하는 유피테르 외에 베누스 여신의 분장을 했고, 엘라가발루스 황제는 양성구유의 신으로 자처했으며 그 역시 여장을 했다. 또한 현대 인도의 종교가 라 마크리슈나도 젊은 시절 수업하면서 여장하고 대모신(大母神) 마에게 귀의했던 사실이 알려져 있다.
이러한 특정 목적을 가진 여장을 높이 평가하는 문화 기준과는 달리 여장을 일반 사회의 규범에 대한 도전이자 풍기문란 행위로서 탄핵하는 종교적, 문화적 전통도 존재하였다. 유대교의 경우 『신명기』에서 이성의 모습으로 가장하지 말라는 금기를 세워 남장과 여장 모두를 탄핵하고 부정하였으며, 아브라함의 종교도 남녀 복장의 구별을 명확히 해야 한다는 종교적 규범을 가지고 있는데, 여성의 남장은 부권제에 대한 도전이며 남성의 여장은 그러한 부권제 사회에서의 일탈 행위로 여겨졌기 때문이다.
서양의 기독교 등의 규범과는 별도로 전통적으로 부권적인 양상이었던 동아시아의 중국에서도, 공자(孔子)가 남녀의 구별을 명확히 규정하고 있다.

#### 여장의 유형
여장을 하는 사람들은 다음과 같은 유형으로 분류된다.
- 이성애자 - 신체도 남성이며 성적 지향(연애 대상)도 여성이지만 여장을 함으로써 복장 위화감을 누그러뜨리려는 목적.
- 트랜스젠더 - 신체는 남성이지만 연애 대상은 남성(혹은 양성)으로 여장을 통해 복장 위화감을 해소하려는 목적. 다만 「여장을 해야 한다」는 의식조차 없는 사람이 있는데 그들은 자신의 성별에 맞는 의상이 즉, 외부의 사람으로서는 그것이 여장으로 비치는 것이다.
- 성동일성장애(MTF) - 타고난 신체적 성별에 위화감을 느끼며 성전환 수술을 받아 여장을 하고 「본래의 성」(여성)으로 돌아간 사람. 다만 정확하게는 자신의 성 인식에 근거한 복장을 하고 있을 뿐으로 「여장」은 아니다.
- 드랙 퀸 - 트랜스젠더의 범주와는 별개로 「성의 다양성」을 어필하고자 여장을 강조하는 동성애자 남성이다. 이것은 드랙 퀸이 그 전형으로 여겨지고 있다.

그 밖에 일상에서 남자로서 요구되는 남성상에 순응하는 것에 피로를 느끼는 자들에게 여장이 마음의 휴식이 되는 경우도 있다.

#### 성적 흥분과 여장
여장의 목적은 여러 가지가 있지만 그 중에서도 성욕을 충족시키고 여성화를 선망하는 경우에서 나온 것이 흔하다. 여성 의류나 장신구를 몸에 갖춤으로서 성적 흥분이 일어나는 경우는 여장 때문이라기보다 의류 · 장신구에 대한 성적인 「페티시즘」에 더 가깝다. 어째서 성적 흥분이 생기는지는 다양한 성적 기호가 존재하는 것을 보아도 알 수 있듯이 개인마다 사정이 다르다. 이러한 페티시즘과는 별도로 남자라는 사실의 중책감에서 해방된다는 의미에서 여장, 성의 다양성을 자각하여 여장을 택하는 경우에도 성적 흥분은 생길 수 있으며 이들에게도 다양한 개인적인 사정이 있다. 예를 들면, 남성 의류를 착용한 상태에서는 자기에 대한 자신감과 확신이 서지 않지만 여장함으로써 본래적인 자아가 확립되었다는 감각과, 심리적 안정에서 성욕의 자연적인 발동이 오는 경우도 있다.
의식적으로는 자기가 남자라고 틀림없이 확신을 가진 사람의 경우도 여장에 따라 이국적인 감각이 생겨나고 거기서 성적 흥분이 유도되기도 한다.

### 문화로서의 여장
소년, 청년 또는 성인 남성이 강인한 정신과 육체를 가지고 거친 언행과 행동거지를 더욱 드러내는 사회나 시대도 있었던 것처럼 여성적인 남자가 사회적으로 이상적인 것으로 여겨졌던 사회나 시대의 문화도 존재하는데, 헤이안 시대 일본의 귀족들은 여성적인 것을 이상으로 삼기도 했다. 1960년대부터 70년대에 걸쳐 「플라워 무브먼트」가 서구 사회에서 일어났는데, 남성이 여성적인 몸을 갖추는 것이 유행하였다. 그람룩이나 펑크 패션 등에서도 남성이 화려한 의상을 하고 립스틱을 바르기도 했다.

### 대체역할로서의 여장
부권적 사회가 공고화된 경우 「여성의 역할」조차 남성이 해야 하는 사태가 생겨나기도 했다. 중국의 경극이나 일본의 가부키가 대표적인데, 정치적, 사회적인 이유로 방탕한 연기를 해야 하는 역할을 여자가 맡아서는 안 된다는 원칙이 세워지면 여성역을 누가 맡느냐는 문제가 생긴다. 때문에 일본에서는 오야마(女形)라는 여성역을 전문으로 하는 배우가 태어났다. 오야마는 여장을 하고 무대에 설 뿐 아니라, 말투와 행동에서도 여성다움이 요구되었다.
영국의 극작가 윌리엄 셰익스피어의 작품에 등장하는 여성 역할은 모두 여장한 미소년이 맡았다(로렌스 올리비어 경은 물론 남성으로서 셰익스피어 희극의 배우를 맡았지만 첫 출연에서는 여장을 하고 여성 역을 맡았던 것이 알려져 있다).

### 코스프레로서의 여장
코스프레의 한 부분으로도 여장이 활용된다. 남성이 여성 캐릭터의 코스프레를 하는 경우도 일종의 여장으로 분류할 수 있는데, 현재 일본에는 남자를 대상으로 하는 코스프레 여성 의상 전문 통신판매도 존재하며, 여장 남자를 위한 코스프레 행사 및 동인 행사와 그곳에서의 여장 대회도 진행된다.

## 현재 상황
세계적으로 볼 때, 아브라함의 종교의 영향 아래 있는 사회는 여장을 공적으로는 부정하는 경향이 있다. 그러나 동성애나 소년 사랑이 그렇듯 공적으로 부정되고 있지만 문화적으로는 다른 사회처럼 이러한 관습이나 행동이 존재했다는 것은 있다. 20세기에서 21세기에 걸쳐 드랙 퀸이 가장 눈에 띄었고 여장자의 수도 늘어났다. 이슬람 사회는 여장에 대해 아직 부정적이지만 서구와 관련된 기독교 사회에서는 「성의 다양성」 운동의 진전과 함께 커밍아웃도 늘어났으며, 여장에 대한 저항도 존재는 하지만 여장자의 발견은 증가하고 있는 추세이다.
개혁개방 이후의 중국에서도 남자 대학생들 사이에 여장 활동이 성행하고 있다는 보도가 나왔다. 2010년 한국의 광주에서는 절도죄로 여성 구치소에 23일 동안 감금된 10대 소녀가 실은 여장한 남자로 밝혀지는 해프닝이 벌어지기도 하였으며 여장 상태에서 폭행죄로 구금된 30대 남자가 자신의 성 정체성은 여자임을 주장하며 여성 구치소에 보내줄 것을 요구하다가 독방에 감금되기도 하였다.

## 여장과 성적 취향

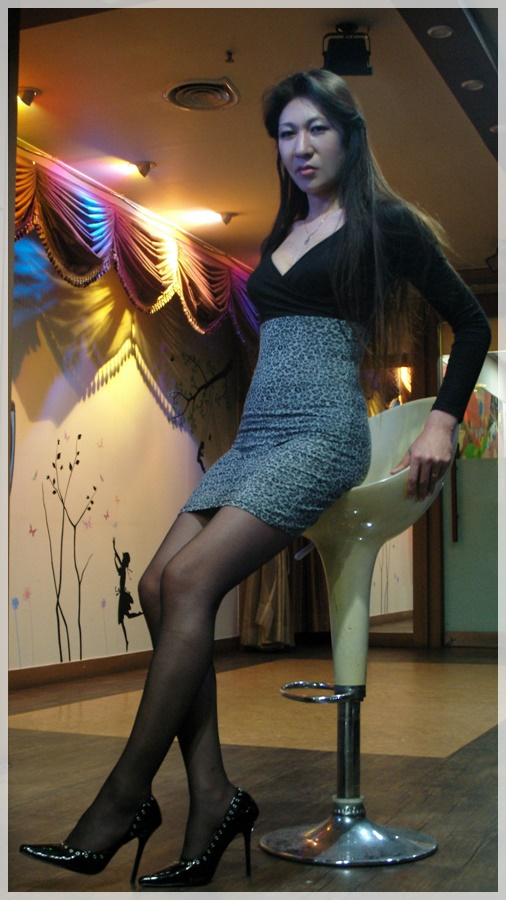
한국의 크로스드레서

여장과 성적 지향성은 기본적으로는 관계를 가지지 않는다. 여장을 하느냐 하지 않느냐의 여부는 동성애나 이성애와는 다른 차원의 것으로, 종교나 문화와 관계되어 있거나 가장 일반적으로는 성 역할과 스스로의 성 인식에 관련된 것이다. 여성의 다양성과 그 차원은 성적 취향의 차원과는 독립되어 있거나 직교 관계에 있다. 즉 동성애자라고 해서 여장을 하라는 법은 없으며 여장을 하지 않는 것도 아니라는 것이다.
일반적으로 남성 동성애자들은 여장하지 않는다. 스스로가 여성의 성 정체성을 가지고 있는 경우에는 여장을 하는 수도 있는데(다만, 이 경우 남성의 성 정체성을 가진 남성 동성애자들과는 다른 경우로, 트랜스젠더로 분류한다), 이 경우 본인의 입장에서 그것은 여장이 아니라 본래의 자신의 성에 맞는 복장이라는 인식을 가진다. 성 정체성은 매우 다양한데 트랜스젠더의 성 정체성은 매우 복잡하고 개성적인 경우도 있다. 지정 성별이 남성인 사람들이 여성의 의상을 입는 것을 여장이라고 말한다면 트랜스젠더 여성과 몇몇 논바이너리들은 여장을 하는 것이 되는데 여장을 하는 트랜스젠더에게는 여장도 남장도 모두 가능한 복장형태며 여성의 옷을 입는 게 딱히 여장을 하고 있다고 보지 않는다. 예를 들어 성별 불쾌감을 겪는 트랜스여성의 경우에도 그 신체적인 성별만 본 단순한 시점에서는 언뜻 여장처럼 보이겠지만 본인은 어디까지나 「자신의 성별에 맞는」 복장을 하고 있을 뿐인 것이다.
남성 동성애자(속에는 이성애자들도 있다) 가운데 「성의 다양성」을 어필할 목적으로 과잉적으로 과장되거나 기이한 여장을 한 사례가 있으며 이를 드래그 퀸이라고 부르는데, 이것은 일종의 퍼포먼스라고 말할 수 있다.

## 같이 보기
- 남장
- 크로스드레서
- 코스프레
- 여장 클럽
- 드래그 퀸